# ガイウス・カエサル

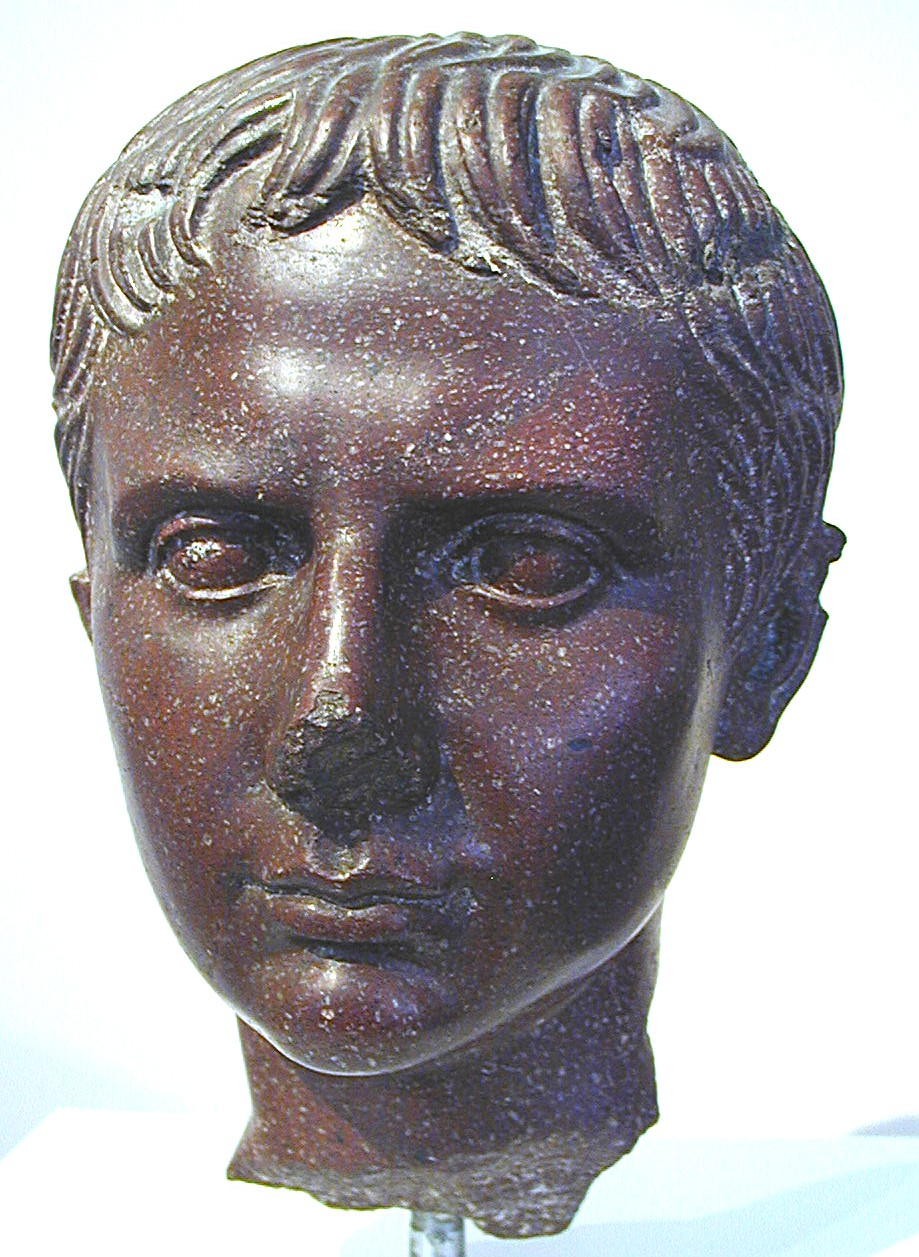
ガイウス・カエサル

ガイウス・ユリウス・カエサル・ウィプサニアヌス（Gaius Julius Caesar Vipsanianus, 紀元前20年 - 紀元4年）は、古代ローマの将軍マルクス・ウィプサニウス・アグリッパと大ユリアの息子で、初代ローマ皇帝アウグストゥスの養子。弟のルキウス・カエサルと共にアウグストゥスの後継者候補の一人だった。

## 生涯
アウグストゥスの側近であったマルクス・アグリッパとアウグストゥスの娘ユリアの長男ガイウス・ウィプサニウス・アグリッパとして紀元前20年に誕生した。アウグストゥスから見ると直系の孫に当たるため、後継者候補として早くから期待されていた。弟にルキウス・カエサルとアグリッパ・ポストゥムスが、妹に小ユリアと大アグリッピナがいる。
弟ルキウスが誕生した紀元前17年にアウグストゥスの養子となり、ガイウス・ユリウス・カエサルそして第四名にウィプサニウス氏族からの養子の意でウィプサニアヌスを加えガイウス・ユリウス・カエサル・ウィプサニアヌスと名を改める。以後、同じように皇帝の養子となった弟ルキウスと共に後継者として育てられた。紀元前13年のトロイア競技で年長組の組長を務め、初めてローマ市民の前にでる。15歳となった紀元前5年には養父アウグストゥスによって5年後の紀元1年の執政官（コンスル）に指名され、元老院に議席を得た。このとき予定執政官に指名されただけではなく騎士階級から「青年の第一人者」（プリンケプス・ユウェントゥティス、Princeps Juventutis）の称号を贈られ、未来の元首候補であることをローマ市民に強く印象付けた。この称号は以後の元首候補にも贈られ、事実上「皇太子」を意味する称号になっていった。
紀元前1年に大ドルススと小アントニアの娘リウィッラと結婚すると予定執政官としてドナウ方面の軍務につく。その後東方へ派遣され、その地で1年を迎え、正式にコンスルに就任した。このときのガイウスの幕僚には、皇帝ネロの父となるグナエウス・ドミティウス・アヘノバルブスやのちの親衛隊長ルキウス・アエリウス・セイヤヌス、マルクス・ロリウス、プブリウス・スルピキウス・クィリニウスなどがいた。
当時アルメニア王国ではアウグストゥスが王位につけたアルタウァスデスが追放されており、この王位にメディア出身のアリオバルザネスを就けることがガイウスに与えられた任務であった。ガイウスはこの任務を果たすが、アルメニアではパルティアの介入で叛乱が再発した。紀元3年にアルメニアのパルティア包囲戦において負傷、ローマに帰還する途中、現在のトルコ南部のリミラで没した。この時まだ24歳だった。
このガイウスの死より前の紀元2年に弟ルキウスも死亡していたため、アウグストゥスは一定の年齢に達している後継者候補を失い、妻リウィア・ドルシッラの連れ子であったティベリウスを後継者とせざるを得なくなった。ガイウスが死んだ紀元4年にアウグストゥスは、ティベリウスをガイウスの弟アグリッパ・ポストゥムスと共に養子としている。